# Grans Ponts

Districte de Lagunes, en el que hi ha la regió de Grans Ponts

Grans Ponts és una de les 31 regions de Costa d'Ivori. Està situada a l'oest del districte d'Abidjan, al sud de país, a la zona de la costa. Té una superfície de 5.500 km² i 275.895 habitants. La ciutat de Dabou és la seva capital. Havia format part de l'antiga regió de Lagunes juntament amb el departament autònom d'Abidjan.

## Situació geogràfica i regions veïnes
Grans Ponts està situada al centre-sud de Costa d'Ivori, a l'oest d'Abidjan. Al sud hi té l'oceà Atlàntic, a l'est el districte autònom d'Abidjan, al nord les regins d'Agneby-Tiassa i de Lôh-Djiboua i a l'oest hi ha la regió de Gbokle.

## Departaments i subprefectures
A la regió de Grans Ponts hi ha tres departaments: el departament de Dabou (2.260 km²), el departament de Jacqueville (678 km²) i el departament de Grands Lahou (2.562 km²). A més a més, només té tres municipis, els que són capital dels tres departaments esmentats.
La població dels departaments i les seves subprefectures el 2015 és:
- Departament de Dabou - 148.874 habitants
  - Dabou - 88.430
  - Lopou - 30.269
  - Toupah - 30.175
- Departament de Grand-Lahou - 151.313 habitants
  - Ahouanou - 35.004
  - Bacanda - 20.950
  - Ebounou - 25.314
  - Grand-Lahou - 67.483
  - Toukouzou - 2.562
- Departament de Jacqueville - 56.308 habitants
  - Attoutou - 24.020
  - Jacqueville - 32.288

## Demografia i etnologia
A la regió de Grans Ponts hi ha els següents grups humans que parlen les llengües:
- Els adioukrous, que parlen la llengua adioukrou, tenen el seu territori a la subprefectura de Dabou. N'hi ha uns 125.000.[4]
- Els alladians, que parlen la llengua alladian, tenen el seu territori al departament de Jacqueville.[5]
- Els avikams, que tenen com a llengua materna l'avikam, viuen a la zona costanera de Grand Lahou.[6]
- Els ebriés són el grup humà que tenen com a llengua materna l'ebrié, tenen el seu territori a l'est de la subprefectura de Dabou.[7]

## Economia
L'agricultura és una de les activitats econòmiques més destacades de la regió. Hi ha plantacions industrials de plàtans, pinya, cafè, cacau, hevea i oli de palma. Les indústries principals de la regió de Grans Ponts són el petroli, el gas natural, la producció de coco, d'oli de palma i d'hevea, a banda de cafè, cacau, pinya americana i la banana. També destaca la pesca i la ramaderia (porcina, de xais i de volateria).

## Turisme
El turisme és una altra activitat econòmic que té un gran potencial als Grans Ponts. La Llacuna d'Ebrié, d'uns 200 km navegables des d'Abidjan és un dels seus principals atractius. També cal destacar el fort de Dabou i l'aldea llacustre de Tiagba. A Grans Ponts hi ha el Parc Nacional d'Azagny, al departament de Grand-Lahou.